# Calvert City
Calvert City è un comune degli Stati Uniti d'America, situato nello Stato del Kentucky, nella contea di Marshall.